# الاتحاد الدولي للتزحلف والتزلج بلوح الثلج
الاتحاد الدولي للتزحلف والتزلج بلوح الثلج (FIS) هي أعلى هيئة في العالم لممارسة الرياضات الشتوية الدولية. تأسست في 2 شباط/فبراير عام 1924، وهي مسؤولة عن التخصصات الأولمبية للتزلج على المنحدرات، التزحلف الريفي، والقفز التزحلفي، والتزحلف الشمالي المزدوج، والتزحلف الحر وتزلج بلوح الثلج. وهي مسؤولة أيضا عن وضع القواعد والقوانين الخاصة بالمنافسات الدولية للتزلج على الجليد. المنظمة لديها الآن في عضويتها 132 اتحاد وطني للتزلج، رئيسا الحالي السويسري جيان فرانكو كاسبر، ومقرها الرئيسي في اوبرهوفن في برن في سويسرا.

## تخصصات التزحلف والتزلج بلوح الثلج
يُنظم الاتحاد تخصصات رياضة التزلج التالية، والتي من أجلها يشرف على مسابقات كأس العالم وبطولات العالم:
| التخصصات               | بطولة العالم                       |
| ---------------------- | ---------------------------------- |
| Alpine combined ‏       | FIS Alpine World Ski Championships |
| داونهيل                | FIS Alpine World Ski Championships |
| سوبر جي                | FIS Alpine World Ski Championships |
| التزلج المتعرج العملاق | FIS Alpine World Ski Championships |
| التزلج المتعرج         | FIS Alpine World Ski Championships |
| Parallel               | FIS Alpine World Ski Championships |

| التخصصات          | بطولة العالم                       |
| ----------------- | ---------------------------------- |
| تزحلف ريفي        | بطولة العالم النوردي للتزحلف       |
| قفز تزحلفي        | بطولة العالم النوردي للتزحلف       |
| تزحلف شمالي مزدوج | بطولة العالم النوردي للتزحلف       |
| طيران تزحلفي ‏     | FIS Ski Flying World Championships |

| التخصصات            | بطولة العالم                          |
| ------------------- | ------------------------------------- |
| Moguls              | FIS Freestyle World Ski Championships |
| تزحلف حر            | FIS Freestyle World Ski Championships |
| Skicross            | FIS Freestyle World Ski Championships |
| Half-pipe           | FIS Freestyle World Ski Championships |
| Big air             | FIS Freestyle World Ski Championships |
| Ski Ballet/Acro Ski | (defunct with FIS)                    |

| التخصصات               | بطولة العالم                         |
| ---------------------- | ------------------------------------ |
| التزلج المتعرج العملاق | FIS Snowboarding World Championships |
| التزلج المتعرج         | FIS Snowboarding World Championships |
| Big Air                | FIS Snowboarding World Championships |
| Slopestyle             | FIS Snowboarding World Championships |
| Snowboard cross        | FIS Snowboarding World Championships |
| Half-pipe              | FIS Snowboarding World Championships |

### آخرون
| التخصصات           | بطولة العالم                                                                              |
| ------------------ | ----------------------------------------------------------------------------------------- |
| التزحلف على العشب ‏ | FIS Sprint Slalom, Giant Slalom, Super Combined, Super G, Parallel Slalom - World Cup (s) |
| التزحلف السريع ‏    | FIS Speed Skiing Championships                                                            |
| تزحلف تلمارك ‏      | Sprint, Classic, Parallel Sprint, Team Parallel Sprint - World Cup (s)                    |
| Masters            | FIS World Criterium Masters (amateur, senior)                                             |
| Roller Skiing      | (amateur, senior)                                                                         |

## الرؤساء
| #  | Name                  | Nationality | Term      |
| -- | --------------------- | ----------- | --------- |
| 1. | Ivar Holmquist        | السويد      | 1924–1934 |
| 2. | Nicolai Ramm Østgaard | النرويج     | 1934–1951 |
| 3. | Marc Hodler           | سويسرا      | 1951–1998 |
| 4. | جيان فرانكو كاسبر ‏    | سويسرا      | 1998–2021 |
| 5. | Johan Eliasch         | السويد      | 2021–     |

## الأعضاء
- ألبانيا
- الجزائر
- ساموا الأمريكية
- أندورا
- الأرجنتين
- أرمينيا
- أستراليا
- النمسا
- أذربيجان
- جزر البهاما
- باربادوس
- بيلاروس
- بلجيكا
- برمودا
- بوليفيا
- البوسنة والهرسك
- البرازيل
- جزر العذراء البريطانية
- بلغاريا
- الكاميرون
- كندا
- جزر كايمان
- تشيلي
- جمهورية الصين الشعبية
- كولومبيا
- كوستاريكا
- كرواتيا
- قبرص
- جمهورية التشيك
- كوريا الشمالية
- الدنمارك
- دومينيكا
- الإكوادور
- مصر
- السلفادور
- إرتريا
- إستونيا
- إسواتيني
- إثيوبيا
- فيجي
- فنلندا
- فرنسا
- جورجيا
- ألمانيا
- غانا
- بريطانيا العظمى
- اليونان
- غرينادا
- غواتيمالا
- غيانا
- هايتي
- هندوراس
- هونغ كونغ
- المجر
- آيسلندا
- الهند
- إيران
- أيرلندا
- إسرائيل
- إيطاليا
- جامايكا
- اليابان
- كازاخستان
- كينيا
- كوريا الجنوبية
- كوسوفو
- الكويت
- قرغيزستان
- لاتفيا
- لبنان
- ليسوتو
- ليختنشتاين
- ليتوانيا
- لوكسمبورغ
- ماكاو
- مقدونيا
- مدغشقر
- ماليزيا
- مالطا
- المغرب
- المكسيك
- مولدوفا
- موناكو
- منغوليا
- الجبل الأسود
- نيبال
- هولندا
- نيوزيلندا
- النرويج
- باكستان
- بنما
- فلسطين
- باراغواي
- بيرو
- الفلبين
- بولندا
- البرتغال
- بورتوريكو
- رومانيا
- روسيا
- سان مارينو
- السنغال
- صربيا
- سلوفاكيا
- سلوفينيا
- جنوب إفريقيا
- إسبانيا
- سريلانكا
- السودان
- السويد
- سويسرا
- تايبيه الصينية
- طاجيكستان
- تايلاند
- تيمور الشرقية
- توغو
- تونغا
- ترينيداد وتوباغو
- تركيا
- أوكرانيا
- الولايات المتحدة
- فانواتو
- جزر العذراء الأمريكية
- الإمارات العربية المتحدة
- الأوروغواي
- أوزبكستان
- فنزويلا
- زيمبابوي

## وصلات خارجية
- FIS official website
- FIS Google Plus
- FIS Official YouTube